# Golden Silence
Golden Silence é o segundo álbum de estúdio da banda Americana de indie pop The Narrative, lançado em 2 de dezembro de 2016. O álbum foi produzido por Bryan Russell e Justin Long no Red Wire Audio em Nova York. O álbum é o que Suzie Zeldin chamaria de mais "maduro", comparado com seus álbuns anteriores. "Chasing a Feeling" foi lançado como o primeiro single do álbum em 3 de junho de 2014. O single promocional do álbum, "Moving Out", foi lançado em 12 de janeiro de 2016, seguido por "Toe the Line", lançado em 27 de janeiro, em 2016. Em 28 de outubro de 2016, a banda lançou as músicas "California Sun", seguido por "Oklahoma Air" no dia 9 de novembro e "Reason to Leave" no dia 21 de novembro para promoção do álbum antes do seu lançamento.

## Antecedentes e gravação
"Será diferente dos nossos lançamentos anteriores, ainda contemplamos um monte de coisas que as pessoas gostam na nossa música, mas experimentamos em um monte de lugares também. No que dizer a produção iremos em uma direção um pouco diferente (...) Para o bem e para o mal, mudamos o jeito que viamos o processo de escrita e gravação em geral"

 — Zeldin, sobre Golden Silence.
Em 27 de julho de 2010, o The Narrative lançou seu auto-intitulado álbum de estúdio The Narrative. Após o seu lançamento, saíram em turnê nacional para promover o álbum. Em 2011, a banda fez sua primeira apresentação no festival Vans Warped Tour em julho, seguido por outra apresentação no CMJ Music Marathon no final do ano. Mais tarde, em 2012, o The Narrative afirmou ao AbsolutePunk, que haviam começado a escrever e a trabalhar em seu segundo álbum de estúdio. As sessões de gravação começaram em Março 26, 2012, A banda optou por gravar o álbum de uma maneira diferente da anterior, gravado inteiramente em um estúdio fechado. Eles passaram um mês gravando a maior parte dos instrumentais, vocais e elementos sonoros e produzindo o álbum, em um celeiro catedrático construído em 1900, no Norte do estado de Nova York, Hunter. As gravações no celeiro foram concluídas em abril de 2012, depois, a dupla foi para o estúdio Red Wire Audio em Brooklyn para terminar o compasso do álbum. O álbum foi produzido por Bryan Russell, que produziu os álbuns anteriormente lançados pela banda, e Justin Long. A banda também trabalhou com o produtor musical e mixer, Richard Flack, que já produziu álbuns de Florence and the Machine e Robbie Williams. Sem um baterista, a dupla foi ajudada por seu amigo Jay Scalchunes e também por Ari Sadowitz, que gravou o baixo. O The Narrative  tinha anunciado a data de lançamento do álbum para o verão de 2012, mas a data foi adiada, devido a sua conclusão. Em 3 de junho de 2014 foi anunciado através do seu site oficial, seu primeiro single do álbum intitulado "Chasing a Feeling" lançado em 3 de junho de 2014. Enquanto Zeldin saiu em turnê com a banda Americana Twin Forks, Gabriel começou a gravar um álbum solo com Russell. O projeto foi anunciado, através de uma postagem no Facebook em 15 de fevereiro de 2014, e no dia 12 de outubro, Gabriel lançou o álbum here, sit, stay por meio de download digital.
A produção do álbum terminou em abril de 2016, de acordo com o site, que afirmou que o álbum levou mais tempo para ser concluído devido a gravação de instrumentos diferentes e mais complexos arranjos e a mixagem de som, no Reino Unido, com Richard Flack. A banda também trabalhou com Sam Moses para a masterização do álbum em Nashville, TN. A banda também afirmou que o álbum foi adiado devido a "restrições orçamentárias do grupo independente levando para uma desaceleração e uma eventual pausa do projeto".

## Estilo e influências
Para gravar e compor o estilo musical do Golden Silence, a banda teve influências de artistas populares, tais como Counting Crows, Arcade Fire, Bon Iver, Bruce Springsteen, Regina Spector, Modest Mouse e Jimmy Eat World. Eles utilizaram de diferentes instrumentos, tais como o Koto, arranjos orquestrais, buzinas e clarinete baixo, elementos ambientais, violoncelo, cavaquinhos, auto-harpas e acordeões também a banda explorou o synthpop e o pop contemporâneo, utilizando a mistura de sintetizadores e bateria eletrônica. "É mais exploratório," Gabriel afirmou ao NewsDay, "O lançamento manterá a mesma mistura de vocais masculinos e femininos", Zeldin comentou.

## Lista de faixas
| N.º            | Título              | Duração |  |
| 1.             | "Moving Out"        | 4:14    |  |
| 2.             | "Chasing a Feeling" | 4:32    |  |
| 3.             | "Already Changed"   | 4:29    |  |
| 4.             | "Toe the Line"      | 4:13    |  |
| 5.             | "Oklahoma Air"      | 4:35    |  |
| 6.             | "I Can Make a Mess" | 5:40    |  |
| 7.             | "California Sun"    | 5:07    |  |
| 8.             | "Home"              | 4:12    |  |
| 9.             | "Reason to Leave"   | 3:22    |  |
| 10.            | "Suburbs"           | 6:07    |  |
| Duração total: | Duração total:      | 46:31   |  |

## Pessoal
The Narrative
- Suzie Zeldin – vocals, piano, keyboards, songwriting, percussion
- Jesse Gabriel – vocals, guitar, banjo, koto, auto-harpa, songwriting, percussion

Adicional de músicos
- Alex Overington – arranjos instrumentais
- Jay Scalchunes – bateria, percussão
- Ari Sadowitz – baixo
- Bryan Russell – acordeão
- Dylan Ebrahimian – violino
- Jon Bloco – violino
- Phil Carter – viola
- Mohit Mansukani – violoncelo
- David Harary – clarinete, clarinete baixo
- Karri Diomede – flauta
- Wes Maples – saxofone
- Jonathan D. Schneck – banjo

Produção
- Bryan Russell – produção, engenharia
- Justin Long – engenharia
- Sean Killary – engenharia
- Richard Flack – mixagem
- Jon Florencio – mixagem
- Sam Moisés – masterização
- Vicky Dinka – fotografia